# 天浴
《天浴》（英語：Xiu Xiu: The Sent Down Girl）是陈冲在1998年执导的一部电影，改编自严歌苓的同名短篇小说。电影以文革为背景，讲述的是知青上山下乡的故事。由于该片的政治原因和情色镜头被中国大陆禁映。陈冲表示：“《天浴》的故事讲述的是我们这一代人对‘文革’的狂热，我们的牺牲以及最终的幻灭。”
該片創下金馬獎史上唯一一次大滿貫紀錄，榮獲最佳劇情片、最佳導演、最佳改編劇本、最佳男女主角等七項。

## 剧情
文秀是成都市的一个单纯的充满热情的城市女孩，上山下乡运动开始后，她被分配到藏区的牧场，这使得她的生活发生了巨大变化。
她与一个失去生育能力的藏族人老金住在一个营帐。到了农场的文秀一心想回家，为了回家她不惜牺牲自己的贞操，然而最后没有达到她的目的，只是成为了别人的玩偶，堕胎后回到牧区的文秀，透过老金的枪离开了世界。
标题取自片中最美的一个片段，爱干净的文秀喜欢洗澡，老金为她在草原上挖了一个简陋的水坑，阳光透过乌云照射着美丽的躯体。

## 主演
- 李小璐 饰 文秀
- 洛桑群培 饰 老金

## 花絮
女主角李小璐在某次採訪提及，被當年的“裸戲風波”困擾多年，並表示曾因裸露戲份和導演陳冲起了衝突。片中裸露戲是在美國後期製作時才補拍完成，用的是替身，片尾的工作人員名單亦打出了「李小璐替身」的演員姓名。李小璐表示，因此事感到受到傷害與欺騙，雖然陳冲是一位好演員和好導演，但觀念相差太大，已不會再與陳冲導演合作。但而後又有報導指出，李小璐否認該传闻。

## 所获荣誉
1998年第35屆金馬奖
- 最佳劇情片
- 最佳導演（陳沖）
- 最佳改编剧本（陳冲、嚴歌苓）
- 最佳男主角（洛桑群培）
- 最佳女主角（李小璐）
- 最佳原創電影音樂（小蟲）
- 最佳原創電影歌曲（《慾水》詞、曲：小蟲／唱：齊豫）
- 最佳攝影（呂樂）提名
- 最佳剪輯（楊紫燁）提名
- 最佳造型設計（朴若木）提名
- 最佳音效（Jay BOEKLEHEIDE）提名

1998年柏林国际电影节
- 获得金熊獎提名

1998年佛罗里达国际电影节
- 获得评委会大奖

1999年巴黎国际电影节
- 评委会特别奖
- 最佳影片提名
- 最佳女演员（李小璐）

1999年蒙斯国际爱情电影节
- 最佳电影

1999年美国国家评论奖
- 获得国际自由奖

2000年独立精神奖
- 最佳电影处女作提名